# Heteropilumnus sasekumari
Heteropilumnus sasekumari is een krabbensoort uit de familie van de Pilumnidae. De wetenschappelijke naam van de soort is voor het eerst geldig gepubliceerd in 1971 door Serène.